# Andvakiidae
Andvakiidae är en familj av nässeldjur. Andvakiidae ingår i ordningen havsanemoner, klassen Hexacorallia, fylumet nässeldjur och riket djur.
Familjen innehåller bara släktet Andvakia.